# Allendorf (Greifenstein)
Allendorf (Ausspracheⓘ) ist ein Ortsteil der Gemeinde Greifenstein im mittelhessischen Lahn-Dill-Kreis.

## Geographie

### Geographische Lage
Der Ort liegt am unteren Ulmbach, am Südrand des Westerwaldes, rund 17 Kilometer westlich der Kreisstadt Wetzlar und etwa zehn Kilometer östlich der Stadt Weilburg.
Weitere Städte in der Umgebung sind Braunfels (etwa 10 Kilometer südlich), Herborn (rund 20 Kilometer nördlich) und Limburg an der Lahn (ca. 30 km südwestlich). Bis nach Frankfurt am Main sind es etwa 80 Kilometer.
Der Ort liegt zwischen etwa 200–411 m ü. NN.

### Nachbargemeinden
|                           | Rodenroth und Holzhausen                    | Ulm |
| Obershausen Niedershausen | Kompassrose, die auf Nachbargemeinden zeigt |     |
|                           | Bissenberg und Biskirchen                   |     |

## Geschichte

### Ortsgeschichte
Man geht davon aus, dass schon in vorchristlicher Zeit Menschen die Gegend um Allendorf besiedelten, vor allem die Germanen und Kelten.
Die älteste bekannte schriftliche Erwähnung des Ortes Allendorf erfolgte unter dem Namen Aldendorf im Jahr 1325.
Jedoch sind bereits im Lorscher Codex mit einer Urkunde vom 28. Mai 774 Schenkungen von 50 Morgen Ackerland in Walehestorpher marca (heute Wallendorf, zu Beilstein gehörig) und Holzhusen (Holzhausen) sowie eine Wiese mit Gut und 4 Knechten in Alderdorph (Allendorf) erwähnt. Diese Konstellation und lokale Nähe der drei heute noch existierenden Orte kann als die erste urkundliche Erwähnung der Region Ulmtal dargestellt werden. 1974 wurden 1200 Jahre Ulmtalorte gefeiert, 2024 ist ebenfalls ein Festwochenende zu „1250 Jahre Ulmtalorte“ vom 3. bis 6. Oktober geplant.
Im 14. Jahrhundert kam die Pest auch nach Allendorf. Die Bevölkerungszahl der umliegenden Siedlungen sank rapide, man beschloss die Siedlungen aufzugeben und zog in das Dorf. Daher soll auch der Name Allendorf stammen, abgeleitet von Alle ein Dorf.
Infolge des Dreißigjährigen Krieges musste die Bevölkerung 1626 erneut den katholischen Glauben annehmen, nachdem man sich erst am 3. Januar 1549 zum Evangelium bekannt hatte. 1631 wurde Allendorf sowie die umliegenden Gemeinden infolge der schwedischen Besatzung erneut und endgültig evangelisch.
Aufgrund der auf dem Wiener Kongress abgeschlossenen Verträge wurde Allendorf 1815 preußisch, direkt am Dorf verlief die Grenze zu Nassau. Bis zur Auflösung der preußischen Exklave des Kreises Wetzlar am 30. September 1932 war Allendorf preußisch.
Anfang der 1920er Jahre wurde die Ulmtalbahn von Stockhausen nach Beilstein über Allendorf gebaut, um die Rohstoffe aus dem Ulmtal abzutransportieren. Nach Beendigung des regelmäßigen Güterverkehrs 1988 wurde die Ulmtalbahn stillgelegt und kurz darauf abgebaut. Heute wird auf der Trasse ein Radweg gebaut. Allerdings verlief bereits 1916 – der Bau erfolgte bereits in den Vorjahren – eine rund 5 Kilometer lange Schmalspurbahn von Allendorf direkt am Ulmbach entlang nach Stockhausen um das Eisenerz von einigen Gruben zur Lahntalbahn zu befördern.
1934 wurde Allendorf eine eigenständige Gemeinde im Kreis Wetzlar.
Im Zweiten Weltkrieg kehrten 75 junge Männer nicht mehr in die Heimat zurück. An sie soll heute eine Gedenkwand am Friedhof in Allendorf erinnern. In der Nachkriegszeit fanden Familien aus Ostpreußen, Pommern und Schlesien im Ort ein neues Zuhause.
Mitte der 1970er Jahre war Allendorf ein staatlich anerkannter Erholungsort und zog vorwiegend Touristen aus dem Ruhrgebiet an. Dieser Titel musste Ende der 1970er Jahre auf Grund sinkender Übernachtungszahlen wieder abgegeben werden.
Hessische Gebietsreform (1970–1977)
Am 1. Februar 1971 fusionierte die bis dahin eigenständige Gemeinde Allendorf im Zuge der Gebietsreform in Hessen freiwillig mit den Gemeinden Ulm und Holzhausen zur Gemeinde Ulmtal im Landkreis Wetzlar. Diese Gemeinde wurde am 1. Januar 1977 durch das Gesetz zur Neugliederung des Dillkreises, der Landkreise Gießen und Wetzlar und der Stadt Gießen mit Greifenstein und den Gemeinden Arborn, Beilstein, Nenderoth sowie Odersberg zur neuen Großgemeinde Greifenstein zusammengeschlossen – trotz der Proteste der Bürger vor dem Landtag in Wiesbaden. Die Gemeinde Ulmtal und somit auch Allendorf sollte ursprünglich der Stadt Leun angegliedert werden, dagegen entschied sich jedoch der Landtag von Hessen in seiner letzten Sitzung vor der Gesetzesverabschiedung. Konsequenz war, dass sich viele Mitglieder der SPD von ihrer Partei verraten fühlten und diese knapp 30 Mitglieder in Allendorf (davon sieben aus der damaligen Gemeindevertretung) verlor. Für Allendorf wurde, wie für alle ehemals eigenständigen Gemeinden von Greifenstein. Ein Ortsbezirk mit Ortsbeirat und Ortsvorsteher nach der Hessischen Gemeindeordnung gebildet. Sitz der Gemeindeverwaltung wurde der Ortsteil Beilstein.
Allendorf als Greifensteiner Ortsteil
2002 wurde ein naturverbundener Freizeitpark, das „Outdoor Zentrum Lahntal“, eröffnet, der von zahlreichen Familien aus ganz Hessen besucht wird.
2006 war der Ort unter der Leitung des MGV Harmonie Allendorf Ausrichter des 15. Allendorfer Chöretreffen, wo Chöre aus ganz Deutschland zusammenkamen. Das Ereignis fand bereits 1999 in Allendorf statt und wiederholte sich 2011.

### Verwaltungsgeschichte im Überblick
Die folgende Liste zeigt die Staaten und Verwaltungseinheiten, denen Allendorf angehört(e):
- vor 1806: Heiliges Römisches Reich, Fürstentum Solms-Braunfels, Anteil der Grafschaft Solms, Amt Greifenstein
- ab 1806: Herzogtum Nassau,[Anm. 2] Amt Greifenstein[Anm. 3]
- ab 1816: Königreich Preußen,[Anm. 4] Provinz Großherzogtum Niederrhein, Regierungsbezirk Koblenz, Kreis Braunfels[12]
- ab 1822: Königreich Preußen, Rheinprovinz, Regierungsbezirk Koblenz, Kreis Wetzlar[Anm. 5]
- ab 1866: Norddeutscher Bund[Anm. 6], Königreich Preußen, Rheinprovinz, Regierungsbezirk Koblenz, Kreis Wetzlar
- ab 1871: Deutsches Reich, Königreich Preußen, Rheinprovinz, Regierungsbezirk Koblenz, Kreis Wetzlar
- ab 1918: Deutsches Reich (Weimarer Republik), Freistaat Preußen, Rheinprovinz, Regierungsbezirk Koblenz, Kreis Wetzlar
- ab 1932: Deutsches Reich, Freistaat Preußen, Provinz Hessen-Nassau, Regierungsbezirk Wiesbaden, Kreis Wetzlar
- ab 1944: Deutsches Reich, Freistaat Preußen, Provinz Nassau, Landkreis Wetzlar
- ab 1945: Amerikanische Besatzungszone,[Anm. 7] Groß-Hessen, Regierungsbezirk Wiesbaden, Landkreis Wetzlar
- ab 1946: Amerikanische Besatzungszone, Land Hessen, Regierungsbezirk Wiesbaden, Landkreis Wetzlar
- ab 1949: Bundesrepublik Deutschland, Land Hessen, Regierungsbezirk Wiesbaden, Landkreis Wetzlar
- ab 1968: Bundesrepublik Deutschland, Land Hessen, Regierungsbezirk Darmstadt, Landkreis Wetzlar
- ab 1971: Bundesrepublik Deutschland, Land Hessen, Regierungsbezirk Darmstadt, Landkreis Wetzlar, Gemeinde Ulmtal[Anm. 8]
- ab 1977: Bundesrepublik Deutschland, Land Hessen, Regierungsbezirk Darmstadt, Lahn-Dill-Kreis, Gemeinde Greifenstein[Anm. 9]
- ab 1981: Bundesrepublik Deutschland, Land Hessen, Regierungsbezirk Gießen, Lahn-Dill-Kreis, Gemeinde Greifenstein

### Bevölkerung
Einwohnerstruktur 2011
Nach den Erhebungen des Zensus 2011 lebten am Stichtag, dem 9. Mai 2011, in Allendorf 1284 Einwohner. Darunter waren 48 (3,7 %) Ausländer.
Nach dem Lebensalter waren 210 Einwohner unter 18 Jahren, 516 waren zwischen 18 und 49, 252 zwischen 50 und 64 und 306 Einwohner waren älter. Die Einwohner lebten in 519 Haushalten. Davon waren 132 Singlehaushalte, 147 Paare ohne Kinder und 193 Paare mit Kindern sowie 51 Alleinerziehende und 9 Wohngemeinschaften. In 111 Haushalten lebten ausschließlich Senioren und in 336 Haushaltungen lebten keine Senioren.
Einwohnerentwicklung
| Allendorf: Einwohnerzahlen von 1834 bis 2020 | Allendorf: Einwohnerzahlen von 1834 bis 2020 | Allendorf: Einwohnerzahlen von 1834 bis 2020 | Allendorf: Einwohnerzahlen von 1834 bis 2020 | Allendorf: Einwohnerzahlen von 1834 bis 2020 |
| --- | -------------------------------------------- | -------------------------------------------- | -------------------------------------------- | -------------------------------------------- |
| Jahr |                                              |                                              |                                              | Einwohner                                    |
| 1834 | 1834                                         |                                              | 468                                          | 468                                          |
| 1840 | 1840                                         |                                              | 498                                          | 498                                          |
| 1846 | 1846                                         |                                              | 568                                          | 568                                          |
| 1852 | 1852                                         |                                              | 561                                          | 561                                          |
| 1858 | 1858                                         |                                              | 588                                          | 588                                          |
| 1864 | 1864                                         |                                              | 618                                          | 618                                          |
| 1871 | 1871                                         |                                              | 602                                          | 602                                          |
| 1875 | 1875                                         |                                              | 618                                          | 618                                          |
| 1885 | 1885                                         |                                              | 625                                          | 625                                          |
| 1895 | 1895                                         |                                              | 677                                          | 677                                          |
| 1905 | 1905                                         |                                              | 666                                          | 666                                          |
| 1910 | 1910                                         |                                              | 701                                          | 701                                          |
| 1925 | 1925                                         |                                              | 853                                          | 853                                          |
| 1939 | 1939                                         |                                              | 880                                          | 880                                          |
| 1946 | 1946                                         |                                              | 1.087                                        | 1.087                                        |
| 1950 | 1950                                         |                                              | 1.061                                        | 1.061                                        |
| 1956 | 1956                                         |                                              | 1.068                                        | 1.068                                        |
| 1961 | 1961                                         |                                              | 1.117                                        | 1.117                                        |
| 1967 | 1967                                         |                                              | 1.203                                        | 1.203                                        |
| 1970 | 1970                                         |                                              | 1.228                                        | 1.228                                        |
| 1980 | 1980                                         |                                              | ?                                            | ?                                            |
| 1990 | 1990                                         |                                              | ?                                            | ?                                            |
| 2000 | 2000                                         |                                              | ?                                            | ?                                            |
| 2011 | 2011                                         |                                              | 1.284                                        | 1.284                                        |
| 2015 | 2015                                         |                                              | 1.389                                        | 1.389                                        |
| 2020 | 2020                                         |                                              | 1.223                                        | 1.223                                        |
| Datenquelle: Historisches Gemeindeverzeichnis für Hessen: Die Bevölkerung der Gemeinden 1834 bis 1967. Wiesbaden: Hessisches Statistisches Landesamt, 1968. Weitere Quellen: LAGIS: Gemeinde Greifenstein; Zensus 2011 |                                              |                                              |                                              |                                              |

Religionszugehörigkeit
| Quelle: Historisches Ortslexikon |                                                                       |
| 1834:                            | 0466 evangelische, 2 katholische Einwohner                            |
| 1961:                            | 1013 evangelische (= 90,69 %) und 98 katholische (= 8,77 %) Einwohner |

## Ortsbeirat
Für den Ortsteil Allendorf gibt es einen fünfköpfigen Ortsbeirat mit Ortsvorsteher. Nach den Kommunalwahlen in Hessen 2021 ist der Ortsvorsteher Markus Thor, im Amt seit 2016.

## Kultur und Sehenswürdigkeiten
Allendorf weist für seine relativ kleine Größe gleich mehrere nennenswerte Sehenswürdigkeiten auf. Zum einen befindet sich südlich von Allendorf das OutdoorCenter Lahntal, ein naturverbundener Freizeitpark. Zum anderen gibt es in Allendorf die viertgrößte Fledermauswochenstube (Großes Mausohr) in Hessen. Mit Zuschüssen des Landes Hessen und des Lahn-Dill-Kreises wurde hier das Quartier gesichert und es entsteht hier im Fledermaushaus ein Fledermaus-Informations-Zentrum.
Südlich von Allendorf gibt es seit 2015 einen Skulpturenpark des Künstlers Siegfried Fietz. Neben verschiedenen Kunstwerken befindet sich auf dem weitläufigen Areal auch eine Freiluftbühne.
Der Ulmtralrundwanderweg passiert Allendorf am westlichen und am östlichen Ende; ein Spazierwanderweg „Kunst & Natur“ führt durch Allendorfs Felder und Wälder.
Kulturdenkmäler
Siehe Liste der Kulturdenkmäler in Greifenstein-Allendorf

## Wirtschaft und Infrastruktur

### Wirtschaftsstruktur
Seit etwa 10 Jahren hat sich die Einwohnerzahl von Allendorf auf ca. 1.200 stabilisiert. Gemeinsam mit den Greifensteiner Ortsteilen Holzhausen und Ulm bildet Allendorf die Region Ulmtal, den wirtschaftlichen Schwerpunkt der Gemeinde Greifenstein. Allendorf besitzt zusammen mit Holzhausen die geringste Auspendlerquote in Greifenstein, das sich allgemein zu einer Arbeiterwohnsitzgemeinde wandelt. Das liegt daran, dass in Allendorf im Gegensatz zu den anderen Ortsteilen noch metallverarbeitende Betriebe, Handwerks- und Handelsbetriebe, ein Ton-Tagebau sowie ein Musik- und Tonstudio angesiedelt sind.
Geschäfte des täglichen Bedarfs sowie ärztliche Versorgung sind vorhanden.

### Öffentliche Einrichtungen
In Allendorf befindet sich seit den 1970er Jahren ein Kindergarten – Träger ist die Gemeinde Greifenstein.
Schon seit dem 19. Jahrhundert ist Allendorf Standort einer Schule, seit den 1960er Jahren nur noch der Grundschule. Weiterführende Schulen befinden sich in Ehringshausen, Weilburg und Wetzlar.
Des Weiteren befindet sich in Allendorf eine evangelische und eine evangelisch-lutherische Kirchengemeinde sowie eine Evangelische Gemeinschaft.
Außerdem gibt es ein reges Vereinsleben, so z. B. einen Frauenchor, einen Deutschen Teckelclub, einen Heimat- und Geschichtsverein, einen VdK, einen Tennisclub sowie einen Sportverein.
1974 wurde die Ulmtalhalle eingeweiht, eine Mehrzweckhalle, die bis zu 600 Personen Platz bietet und somit eine der größten Mehrzweckhallen in der Region ist.
Das Alte Rathaus in der Dorfmitte wurde in den 1990er Jahren umfassend saniert und beherbergt heute einen Gemeinschaftsraum, mehrere einzelne Vereinsräume und den Jugendraum.
Seit 1928 gibt es in Allendorf eine Freiwillige Feuerwehr.

### Verkehr

#### Öffentlicher Personennahverkehr (ÖPNV)
Allendorf ist durch die Buslinie 125 an den Nahverkehr in Wetzlar angeschlossen sowie durch die Linie 530 mit Herborn verknüpft. Ferner existiert eine Busverbindung nach Solms (Linie 120) und Ehringshausen (Linie 204).
Auf Allendorfer Gebiet werden aktuell 3 Haltestellen angefahren:
- Allendorf an der Ulm - Ort  120 - Einzelne Busse | 125 - Mo. bis Fr. im Stundentakt, samstags im 3-Stunden-Takt
- Allendorf - OutdoorCenter  120 - Einzelne Busse |  125 - Mo. bis Fr. im Stundentakt, samstags im 3-Stunden-Takt
- Allendorf - Schule  120 - Einzelne Busse | 204 Mo. - Fr. weitestgehend im Stundentakt | 530 Mo. - Fr. im 2-Stunden-Takt, samstags 2 Fahrten

Die Haltestelle Allendorf-Kindergarten wird seit Ende 2008 nicht mehr im ÖPNV bedient.

#### Radweg
Allendorf liegt am Ulmtalradweg, der den Radweg R7 bei Biskirchen mit dem Radweg R8 in der Nähe des Knotengipfels verbindet.

#### Straßen
Allendorf ist über die BAB 45 über die Anschlussstellen Ehringshausen und Wetzlar-Ost und über die BAB 480 mit der Anschlussstelle Aßlar zu erreichen. Ca. 4 km südlich von Allendorf befindet sich die Bundesstraße 49, welche eine schnelle Verbindung nach Wetzlar, Gießen, Limburg an der Lahn und Weilburg darstellt.

#### Verkehrsplanung
Die Planung für den Ausbau der BAB 480 sieht etwa 2 Kilometer südlich von Allendorf die Anschlussstelle Ulmtal-Allendorf, bzw. heute Greifenstein-Allendorf oder Biskirchen/Allendorf vor.
Eine Umgehungsstraße um die Ortsmitte ist seit den 1970er Jahren immer wieder ein Thema, da gerade der Schwerverkehr in Allendorf zunimmt. Bis jetzt konnte jedoch nur ein Teilstück realisiert werden.

## Persönlichkeiten
- Siegfried Fietz (* 25. Mai 1946 in Bad Berleburg), Liedermacher und Produzent
- Ludwig Klemm (* 9. August 1917 in Odessa; † Mai 1979 in Limburg) - lebte zuletzt bis zu seiner Verhaftung im Januar 1979 unter dem falschen Namen „Ludwig Jantz“ in Allendorf